# Suite et série de fonctions
En analyse, une suite ou une série de fonctions est une suite ou une série dont les termes sont des fonctions toutes définies sur un ensemble X, et à valeurs réelles ou complexes, ou plus généralement vectorielles.

## Modes de convergence
- Convergence simple
- Convergence uniforme
- Convergence absolue
- Convergence normale
- Convergence presque partout (sur un espace mesuré)
- Convergence en mesure (sur un espace mesuré)
- Convergence dans l'espace Lp (sur un espace mesuré)
- Convergence de variables aléatoires (en loi, en probabilité, presque sûre, en moyenne…)

## Régularité
- La limite uniforme d'une suite de fonctions continues est continue.
- Théorème de la limite simple de Baire : pour une suite de fonctions d'une variable réelle continues convergeant simplement sur un intervalle I, l'ensemble des points de continuité de sa limite est dense.
- Théorème d'Egoroff : sur un espace de probabilités, si une suite de fonctions converge presque partout, alors elle converge uniformément en dehors d'une partie mesurable de mesure aussi petite que souhaitée. Une de ses applications est le théorème de Lusin : toute fonction borélienne d'une variable réelle est continue en dehors d'un ensemble mesurable de mesure aussi petite que souhaitée. Ces résultats peuvent être vus comme l'analogue du théorème de la limite simple de Baire en théorie de la mesure.

## Autres résultats
- Le théorème de convergence monotone et le théorème de convergence dominée permettent de passer à la limite dans les intégrales. La convergence presque partout des fonctions à intégrer ne suffit pas ; il faut une condition supplémentaire (suite croissante ou condition de domination).
- Les théorèmes de Dini assurent, sous des hypothèses supplémentaires, que certaines suites simplement convergentes sont uniformément convergentes.